# John Baptist Cahill
John Baptist Cahill (Londres, 2 de setembre de 1841 – Portsmouth, 2 d'agost de 1910) fou un prelat anglès de l'Església catòlica. Va servir com el segon bisbe catòlic de Portsmouth de 1900 a 1910.
Va néixer a Londres el 2 de setembre de 1841, va estudiar a St. Edmund's College, Ware entre 1855 i 1863. Va ser ordenat sacerdot en 1864. Fou nomenat bisbe auxiliar de Portsmouth i bisbe titular de Thagora el 21 de març de 1900. La seva consagració episcopal va tenir lloc l'1 de maig de 1900, el principal consagrador va ser Francis Bourne, bisbe de Southwark (més tard arquebisbe de Westminster), i els co-consagradors foren John Cuthbert Hedley, bisbe de Newport i Menevia i Charles Maurice Graham, bisbe coadjutor de Plymouth. Tres mesos més tard, fou nomenat bisbe de Portsmouth el 30 d'agost de 1900.
El bisbe Cahill va morir en el càrrec el 2 d'agost de 1910, a l'edat de 68.